# Anthony Newley
Anthony Newley (Londen, 24 september 1931 - Jensen Beach, 14 april 1999) was een Britse zanger, acteur, singer-songwriter en filmmaker. 

## Biografie
Newley verliet op 14-jarige leeftijd het onderwijs en kreeg een baan als kantoorjongen bij de Italia Conti Stage School. Daar werd hij in 1947 ontdekt door producer Geoffrey de Barkus die hem de hoofdrol gaf in de kinderserie Dusty Bates. In 1948 kreeg hij de rol van The Artful Dodger in de filmversie van Oliver Twist. Op 17-jarige leeftijd was hij een ster. 
In de jaren vijftig speelde hij in 27 films van J. Arthur Rank. In deze periode was hij ook te horen in veel Britse radioprogramma's en raakte hij ook steeds meer betrokken bij het theater. In 1959 speelde hij de hoofdrol in de muziekfilm Idol on Parade. Deze succesvolle film lanceerde zijn carrière als popzanger met het nummer I've Waited So Long. Hierna volgden verschillende grote hits waaronder de nummer-1 hits Why en Do You Mind? uit 1960. Newley speelde in 1960 de hoofdrol in de zesdelige Britse Comedy serie The Strange World of Gurney Slade dat op televisie werd uitgezonden in oktober en november 1960. In 1963 won hij de Grammy Award for Song of the Year voor het schrijven van What Kind of Fool Am I ?. In 1965 speelde hij in de musical The Roar of the Greasepaint. In 1967 speelde hij de hoofdrol in de succesvolle film Doctor Dolittle. In 1969 regisseerde hij de film Can Heironymus Merkin Ever Forget Mercy Humppe And Find True Happiness?, een surrealistische seks musical waarin hij ook de hoofdrol speelde en in opvallende naaktscenes speelde.
In de jaren zestig en jaren zeventig schreef hij veel succesvolle composities die door bekende artiesten werden gezongen zoals The candy man, Feeling Good en Goldfinger. Het nummer The candy man werd in 1972 een grote hit voor Sammy Davis jr. maar Newley zong het ook zelf en het staat op zijn album Pure Imagination uit 1971. Zijn composities waren internationale hits voor diverse artiesten maar zelf was Newley als zanger in de jaren zeventig minder populair en zijn albums werden geen grote hits. Naast zijn acteerwerk ging hij nu ook films regisseren. Ook in de jaren tachtig bleef Newley een veelgevraagde artiest en cabaretier, maar in de jaren negentig  begon hij te sukkelen met zijn gezondheid en hij overleed in 1999 op 67-jarige leeftijd.. 
Newley was een tijdlang getrouwd met actrice Joan Collins.

## Discografie (selectie)
- 1960 - Love Is a Now and Then Thing
- 1964 - In My Solitude
- 1965 - Who Can I Turn To?
- 1966 - Newley Delivered
- 1966 - Newley Recorded
- 1967 - Anthony Newley Sings the Songs from Doctor Doolittle
- 1969 - The Romantic World of Anthony Newley
- 1971 - Pure Imagination
- 1972 - Ain't it Funny
- 1977 - The Singer and His Songs

## Filmografie (selectie)
- 1947 - Dusty Bates
- 1948 - Oliver Twist
- 1949 - Don't Ever Leave Me
- 1953 - Top of the Form
- 1954 - The Blue Peter
- 1958 - No Time To Die
- 1959 - Idle on Parade
- 1960 - Jazz Boat
- 1967 - Doctor Dolittle (1967)
- 1969 - Can Heironymus Merkin Ever Forget Mercy Humppe and Find True Happiness?